# Тюрлеминське сільське поселення
Тюрлеми́нське сільське поселення (рос. Тюрлеминское сельское поселение) — муніципальне утворення у складі Козловського району Чувашії, Росія. Адміністративний центр — селище Тюрлема.
Станом на 2002 рік у складі Тюрлеминської сільської ради перебували присілки Верхнє Анчиково, Козаково, Нижнє Анчиково, Решетниково та село Тоганашево, пізніше передані до складу Аттіковської сільського поселення. Існувала також Курочкинська сільська рада (присілки Курочкино, Воробйовка, селище Воробйовка), яка після ліквідації увійшла до складу Тюрлеминського сільського поселення.

## Населення
Населення — 2003 особи (2019, 2287 у 2010, 2678 у 2002).

## Склад
До складу поселення входять такі населені пункти:
| Населений пункт        | Населення, осіб (2002) | Населення, осіб (2010) |
| ---------------------- | ---------------------- | ---------------------- |
| Воробйовка, присілок   | 36                     | 16                     |
| Воробйовка, селище     | 2                      | 0                      |
| Курочкино, присілок    | 156                    | 129                    |
| Нова Тюрлема, присілок | 346                    | 251                    |
| Стара Тюрлема, село    | 565                    | 491                    |
| Тюрлема, селище        | 1241                   | 1106                   |
| Уразметево, присілок   | 332                    | 294                    |